# Мотин, Николай Антонович
Николай Антонович Мотин — советский хозяйственный, государственный и политический деятель. Участник Великой Отечественной войны. Почётный гражданин города Константиновки. Член КПСС. 

## Биография
Родился в 1926 году в селе Зятьково, административным  центром Зятьковского сельсовета Панкрушихинского района Каменского округа Сибирского края.
С 1951 года — на хозяйственной, общественной и политической работе. В 1951—1986 гг. — комсомольский работник в городе Константиновке, партийный работник, слушатель Высшей партийной школы, инструктор Константиновского горкома партии, секретарь партбюро завода «Втормет», второй секретарь Константиновского горкома КП Украины, председатель Константиновского горисполкома.
Жил в Константиновке.